# Француски франак
Француски франак (фр. Franc Français) је некадашња валута Француске.
Један француски франак садржи 100 сантима. Симбол за валуту је био ₣. Као скраћенице за означавање су се употребљавале: F, FF и ₣.
Први златници под називом франак су израђени 5. децембра 1360. На себи су носили лик краља Жана II и натпис Johannes Dei Gratias Francorum Rex (»Жан, милошћу Божијом краљ Франака«). По речи „Франака“ новац је добио име. Као национална валута франак је уведен 1795. као замена за ливру. То је била прва валута Европе по децималном систему и по томе је снажно утицала на остале валуте. 
Године 1958. уведен је тзв. нови франак (Nouveau Franc, NF), у вредности 100 старих франака. Од 1960. у називу монете се не помиње „нови”. 
Од 1999. франак је у фиксном односу према евру: 6,55957 F = 1 €. Године 2002. у употребу су ушле новчанице и кованице евра, а француски франак је повучен из употребе. 
Постојали су следећи апоени: 
- новчићи од 1, 5, 10, 20, 50 сантима; 1, 2, 5, 10, 20 франака

- новчанице: 20, 50, 100, 200, 500 франака